# Зубчич, Филип
Филип Зубчич (хорв. Filip Zubčić; род. 27 января 1993, Загреб) — хорватский горнолыжник, победитель этапов Кубка мира Специализируется в слаломных дисциплинах. Участник Олимпийских игр 2014, 2018 и 2022 годов.

## Карьера
Зубчич в возрасте пятнадцати лет впервые принял участие в гонках FIS, в январе 2009 года. В октябре 2012 года дебютирован на этапе Кубка мира в австрийском Зёльдене, где занял итоговое 55-е место. В 2011 и 2013 годах принимал участие в чемпионатах мира по горнолыжному спорту. Он занял 30-е место в слаломе в 2011 году и 28-е в гигантском слаломе в 2013 году.
На XXII зимних Олимпийских играх в Сочи 2014 года он сошёл с дистанции первой попытки в гигантском слаломе. Первые очки Кубка мира в слаломе он набрал на своей домашней трассе 6 января 2015 года.
На чемпионате мира в Санкт-Морице 2017 он был 19-м в гигантском слаломе и 31-м в супергиганте. 
На XXIII зимних Олимпийских играх в Пхенчхане в 2018 году он занял 12-е место в комбинации, 24-е в гигантском слаломе. 
В 2019 году в шведском местечке Оре, на чемпионате мира, Зубчич в четырёх дисциплинах был квалифицирован. В гигантском слаломе он занял 19-е место, в слаломе — 26-е место, в супергиганте — 29-е место и в комбинации стал 40-м. 
В сезоне Кубка мира 2019/20 годов Зубчич ворвался на вершину горнолыжной славы в дисциплине гигантский слалом. 11 января 2020 года в Адельбодене он занял второе место и завоевал первый подиум в карьере. 22 февраля 2020 года в Японии он и вовсе одержал первую победу на этапах Кубка мира в гигантском слаломе. Сезон 2020/21 он также начал очень удачно, одержав победу в Санта-Катерине в Италии. Всего за сезон 6 раз попадал в тройку лучших в гигантском слаломе на этапах Кубка мира, в том числе одержал две победы. Зубчич занял третье место в зачёте гигантского слалома (606 очков) и высшее в карьере пятое место в общем зачёте Кубка мира (894 очка). На чемпионате мира 2021 года стал серебряным призёром в параллельном гигантском слаломе, награды в котором были разыграны впервые. В финале Зубчич уступил Матьё Февру. В гигантском слаломе занял 4-е место.
12 декабря 2021 года впервые в карьере занял призовое место в слаломе на этапе Кубка мира.
На Олимпийских играх 2022 года занял 10-е место в гигантском слаломе и 18-е место в слаломе.
На чемпионате мира 2023 года в Куршевеле, который стал для Зубчича седьмым в карьере, занял 8-е место в гигантском слаломе.
В сезоне 2023/24 занял 10-е место в общем зачёте Кубка мира и третье место в зачёте гигантского слалома. За сезон Зубчич дважды поднимался на подиум в гигантском слаломе.

## Олимпийские игры
| Олимпийские игры | Скоростной спуск | Супергигант | Гигантский слалом | Слалом | Комбинация | Команды |
| ---------------- | ---------------- | ----------- | ----------------- | ------ | ---------- | ------- |
| 2014 Сочи        | —                | —           | DNF1              | —      | —          | н/д     |
| 2018 Пхёнчхан    | —                | DNF         | 24                | DNF1   | 12         | —       |
| 2022 Пекин       | —                | —           | 10                | 18     | —          | —       |

### Победы на этапах Кубка мира (3)
| № | Сезон   | Дата        | Место                    | Дисциплина            |
| - | ------- | ----------- | ------------------------ | --------------------- |
| 1 | 2019/20 | 22 фев 2020 | Наэба                    | Гигантский слалом     |
| 2 | 2020/21 | 5 дек 2020  | Санта-Катерина Вальфурва | Гигантский слалом (2) |
| 3 | 2020/21 | 27 фев 2021 | Банско                   | Гигантский слалом (3) |